# Taxi Driver (Rkomi)
Taxi Driver è il terzo album in studio del rapper italiano Rkomi, pubblicato il 30 aprile 2021 dall'etichetta discografica Universal Music Group.
Commercialmente il progetto ha esordito alla prima posizione della classifica FIMI Album, divenendo il più venduto in Italia nel 2021. Nel 2022 è stata pubblicata una riedizione dell'album Taxi Driver +, in cui è presente il brano Insuperabile presentato dall'artista nel corso del Festival di Sanremo 2022, dove si è posizionato al diciassettesimo nella classifica finale. La critica specializzata ha accolto positivamente il lavoro di Rkomi e lo ha posto tra i migliori album di cantanti italiani dell'anno.

## Antefatti
Rkomi ha annunciato l'uscita dell'album il 1º aprile 2021, dopo aver condiviso sui social un video che richiama il cult cinematografico Taxi Driver di Martin Scorsese. Nel concept video Rkomi si ritrova durante la notte a dover accompagnare a destinazione gli artisti che hanno duettato con lui nel disco.

## Descrizione
L'album vede l'artista autore di tutte e quattordici le tracce, con la partecipazione della stesura dei testi e produzione musicale di Tropico, Dardust, Alessandro Mahmoud, The Night Skinny e  Francesco "Katoo" Catitti. L'album vede inoltre Rkomi collaborare con numerosi artisti provenienti, sia vocalmente che nella scrittura dei testi, tra cui Tommaso Paradiso, Mace, Ernia, Gazzelle, Sfera Ebbasta, Irama, Ariete e Gaia. In un'intervista rilasciata a Rolling Stone Italia, Rkomi ha raccontato la nascita della scelta di unire differenti generi musicali e le collaborazioni:
Il titolo dell'album si riferisce al film Taxi Driver di Martin Scorsese, utilizzato come espediente dell'artista per narrare il concetto alla base dell'album come raccontato in un'intervista rilasciata a Vanity Fair Italia:
Il brano 10 ragazze, realizzato in collaborazione con Ernia e Mace, riprende nel titolo e nelle tematiche l'omonimo brano di Lucio Battisti. Inoltre, contiene un campionamento di Everything I Am di Kanye West e DJ Premier, traccia dell'album di West del 2007 Graduation.

## Promozione
Il progetto discografico è stato anticipato dal singolo Ho spento il cielo in collaborazione con Tommaso Paradiso. Il secondo singolo Partire da te è stato pubblicato 11 giugno 2021, il quale ha raggiunto il settimo posto della classifica Top Singoli FIMI. Il 27 agosto 2021 è stata pubblicata la collaborazione Luna piena con Irama e Shablo. Il 24 settembre 2021 è stato pubblicata una versione dell'album dal vivo Taxi Driver (MTV Unplugged), con l'aggiunta di pezzi più datati come Apnea e Mai più e la cover di Ridere di te, brano di Vasco Rossi insieme a Visti dall'alto.
Il 3 dicembre 2021 viene pubblicata la collaborazione La coda del diavolo con Elodie, la quale diviene la seconda numero uno della classifica Top Singoli FIMI per il rapper, dopo Nuovo Range con Sfera Ebbasta, e la prima per la cantante. Il 28 gennaio 2022 è stata pubblicata la riedizione dell'album, intitolata Taxi Driver + che contenente otto inediti, tra cui La coda del diavolo e Insuperabile, quest'ultimo presentato in concorso al Festival di Sanremo 2022.

## Accoglienza
| Recensione | Giudizio |
| ---------- | -------- |
| Ondarock   | 6/10     |
| Rockol     | 7/10     |
| Newsic     | 8/10     |

Claudio Cabona di Rockol definisce l'artista «capace di spaziare fra i generi» non trovandolo tuttavia completamente a fuoco. Cabona apprezza i testi, in cui riscontra un «approccio cantautorale», attraverso cui «descrivere momenti semplici con grande forza evocativa», attraverso metafore e similitudini, che ottengono forza con gli artisti coinvolti per «la volontà di realizzare dei veri duetti e non delle collaborazioni scialbe e confezionate». Il giornalista sottolinea tuttavia che «la troppa eterogeneità rischia di sfociare in una mancanza di identità precisa» trovandolo a momenti un «disco playlist» presentando «suoni già sviscerati» e trovando «poca cura nella diversificazione dello storytelling attorno agli ospiti».
Antonio Silvestri di Ondarock si sofferma sul flow del cantante, sottonieando che «è rimasta la flessuosità» ma che tende al pop cantato da Carl Brave x Franco126. Il giornalista afferma che il cantante «abita ormai un territorio di confine, felicemente ne esplora le possibilità e declina la sua idea di ibrido in modi differenti», trovando come momenti migliori «la sofisticatezza latina» di Mare che non sei con Gaia, la «rilettura molto libera del classico di Lucio Battisti» in 10 ragazze con Ernia e «l'equilibrio fra r'n'b, pop e rap» in Cancelli di mezzanotte.

### Riconoscimenti di fine anno
- 12º — Rolling Stone Italia[22]

## Tracce
1. Intro – 1:24 (testo: Mirko Martorana – musica: Pietro Spinelli, Mirko Martorana)
2. Partire da te – 3:41 (testo: Mirko Martorana, Alessandro Mahmoud – musica: Francesco Catitti, Umberto Odoguardi)
3. Ho spento il cielo (con Tommaso Paradiso) – 3:52 (testo: Mirko Martorana, Tommaso Paradiso – musica: Dario Faini)
4. Me o le mie canzoni? (con Gazzelle e The Night Skinny) – 2:47 (testo: Mirko Martorana, Flavio Bruno Pardini – musica: Federico Nardelli, Luca Pace)
5. Diecimilavoci (con Ariete) – 2:50 (testo: Mirko Martorana, Arianna Del Giaccio – musica: Pablo Miguel Lombroni Capalbo, Luca Faraone, Nicolò Scalabrin)
6. Luna piena (con Irama e Shablo) – 2:46 (testo: Mirko Martorana, Filippo Maria Fanti – musica: Pablo Miguel Lombroni Capalbo, Luca Faraone, Nicolò Scalabrin)
7. Nuovo Range (con Sfera Ebbasta e Junior K) – 2:56 (testo: Mirko Martorana, Gionata Boschetti – musica: Umberto Odoguardi, Nicolò Scalabrin)
8. Paradiso vs. Inferno (Interlude) (con Roshelle) – 3:12 (testo: Mirko Martorana, Rossella Discolo – musica: Pablo Miguel Lombroni Capalbo, Nicolò Scalabrin, Diego Frabetti)
9. Sopra le canzoni (con Dardust) – 3:14 (testo: Mirko Martorana, Filippo Uttinacci – musica: Dario Faini)
10. 10 ragazze (con Ernia e Mace) – 2:54 (testo: Mirko Martorana, Matteo Professione – musica: Simone Benussi)
11. Mare che non sei (con Gaia) – 2:40 (testo: Mirko Martorana, Gaia Gozzi – musica: Pablo Miguel Lombroni Capalbo, Luca Faraone, Simone Privitera)
12. Solo con me (con Tommy Dali) – 2:26 (testo: Mirko Martorana, Tommaso Daliana – musica: Gioele Accongiagioco, Fabrizio Martini, Davide Covino)
13. Cancelli di mezzanotte (con Chiello) – 3:33 (testo: Mirko Martorana, Rocco Modello – musica: Pablo Miguel Lombroni Capalbo, Luca Faraone)
14. Taxi Driver – 2:48 (testo: Mirko Martorana – musica: Pablo Miguel Lombroni Capalbo, Luca Faraone)

Traccia bonus nell'edizione digitale di dicembre 2021
1. La coda del diavolo (con Elodie) – 3:08 (testo: Mirko Martorana, Davide Petrella – musica: Alessandro Pulga, Stefano Tognini, Dario Faini)

### Taxi Driver +

#### CD1
1. Intro (Ultima curva) – 1:08 (testo: Mirko Martorana – musica: Pietro Spinelli)
2. Insuperabile – 2:52 (testo: Mirko Martorana, Alessandro La Cava – musica: Mirko Martorana, Alessandro La Cava, Francesco Catitti)
3. La coda del diavolo (con Elodie) – 3:08 (testo: Mirko Martorana, Davide Petrella – musica: Alessandro Pulga, Stefano Tognini, Dario Faini)
4. Maleducata (con Dargen D'Amico) – 2:45 (testo: Mirko Martorana, Jacopo D'Amico – musica: Diego Vincenzo Vettraino)
5. Ho paura di te (con Karakaz) – 3:32 (testo: Mirko Martorana, Michele Corvino – musica: Francesco Catitti)
6. Fegato, fegato spappolato (con Calibro 35) – 3:13 (testo: Vasco Rossi, Alan Taylor – musica: Vasco Rossi)
7. Autobus di notte – 2:40 (testo: Mirko Martorana – musica: Umberto Odoguardi)
8. Amico dove sei? – 2:13 (testo: Mirko Martorana – musica: Umberto Odoguardi)

Traccia bonus nella riedizione digitale
1. Ossa rotte – 3:25 (testo: Davide Petrella – musica: Michele Zocca)

## Formazione
Musicisti
- Rkomi – voce
- Tommaso Paradiso – voce aggiuntiva (traccia 3)
- Luca Faraone – basso (tracce 13-14), batteria (traccia 5), chitarra (tracce 5, 7, 11, 13-14), musiche (tracce 5-6, 11, 13-14)
- Chiello – voce aggiuntiva (traccia 13)
- Nicolò Scalabrin – basso (traccia 8), chitarra (traccia 8), musiche (tracce 5-8)
- Roshelle – voce aggiuntiva (traccia 8)
- Luca Cavina – basso (traccia bonus 6)
- Moreno Buttinar – batteria (traccia 14)
- Fabio Rondanini – batteria (traccia bonus 6)
- Massimo Martellotta – chitarra (traccia bonus 6)
- Dardust – drum machine, musiche (tracce 2, 9, bonus 3)
- Elodie – voce aggiuntiva (traccia bonus 3)
- Shablo – drum machine, musiche (tracce 5-6, 8, 11, 13-14)
- The Night Skinny – drum machine, musiche (traccia 4)
- Gazzelle – voce aggiuntiva (traccia 4)
- Ariete – voce aggiuntiva (traccia 5)
- Giuseppe Faraone – flauto (traccia 5)
- Irama – voce aggiuntiva (traccia 6)
- Sfera Ebbasta – voce aggiuntiva (traccia 7)
- Diego Frabetti – pianoforte (traccia 8), flauto in legno (traccia 8), tromba, musiche (traccia 8)
- Junior K. – sintetizzatore, musiche (tracce 2, 7, bonus 7-8)
- Mace – sintetizzatore, musiche (traccia 10)
- Ernia – voce aggiuntiva (traccia 10)
- Gaia – voce aggiuntiva (traccia 11)
- Tommy Dali – voce aggiuntiva (traccia 12)
- Dargen D'Amico – voce aggiuntiva (traccia bonus 4)
- Enrico Gabrielli – tastiere (traccia bonus 6)

Produzione
- Dardust – produzione (tracce 3 e 9)
- Daves the Kid – produzione (traccia 12)
- Federico Nardelli – coproduzione (traccia 4)
- Junior K – produttore esecutivo, produzione (traccia 7), registrazione
- Luca Faraone – produzione (traccia 14)
- Mace – produzione (traccia 10)
- Marquis – produzione (traccia 12)
- Rkomi – produzione (traccia 1)
- Shablo – produzione (tracce 5-6, 8, 11, 13-14), direzione artistica
- Swan – produzione (traccia 10)
- The Night Skinny – produzione (traccia 4)
- Simon Says – coproduzione (traccia 11)
- Andrea Suriani – missaggio, mastering

## Successo commerciale
Taxi Driver ha esordito alla prima posizione della classifica FIMI Album e FIMI Vinili, ottenendo la certificazione di disco d'oro dopo due settimane. Al termine del 2021 risulta essere l'album più venduto dell'anno, con 150 000 copie certificate dalla FIMI equivalenti a tre dischi di platino. Con la riedizione dell'album, Taxi Driver + è risultato essere il più venduto in Italia secondo FIMI nel primo semestre del 2022, intercorso dal 31 dicembre 2021 al 30 giugno 2022, l'album, ottenendo al contempo il sesto disco di platino con 300 000 copie vendute l'11 luglio 2022. Al termine del 2022 Taxi Driver si è posizionato al secondo posto della classifica degli album più venduti del 2022, e al 2024 l'album viene certificato otto volte disco di platino, grazie a 400 000 copie certificate.

## Classifiche

### Classifiche settimanali
| Classifica (2021) | Posizione massima |
| ----------------- | ----------------- |
| Italia            | 1                 |
| Svizzera          | 31                |

### Classifiche di fine anno
| Classifica (2021) | Posizione |
| ----------------- | --------- |
| Italia            | 1         |
| Classifica (2022) | Posizione |
| Italia            | 2         |
| Classifica (2023) | Posizione |
| Italia            | 21        |
| Classifica (2024) | Posizione |
| Italia            | 52        |